# Mariano Roca de Togores y Carrasco
Mariano de les Mercedes Roca de Togores y Carrasco (Albacete, 17 d'agost de 1812 - Lekeitio, Biscaia, 4 de setembre de 1889), primer marquès de Molins i vescomte de Rocamora, orador, escriptor i polític conservador.

## Família
Fill de María Francisca de Paula Carrasco y Arce, sisena Comtessa de Villaleal, i de Luis de Francia Roca de Togores y Valcárcel, segon Comte de Pinohermoso. El seu germà primogènit, Juan Roca de Togores y Carrasco va ostentar el títol de III Comte de Pinohermoso. Va néixer a Albacete, Castella, el 17 d'agost de 1812, durant el trajecte de tornada familiar des de Madrid fins a Oriola.
Va residir a Oriola, en el Palau familiar que el seu pare, el Comte de Pinohermoso (actualment Ducat de Pinohermoso) tenia al costat de la Catedral oriolana (avui en dia convertida en la Biblioteca Pública Fernando de Loazes).

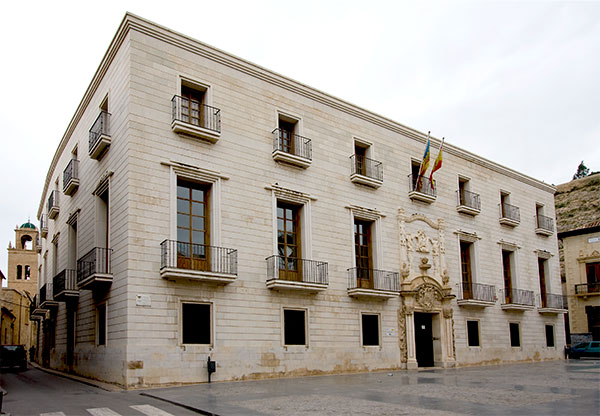
Palau del Duc de Pinohermoso a Oriola.

Primer marquès de Molins (15 de setembre de 1848) en honor de la pedania oriolana homònima, vescomte de Rocamora, Cavaller de la Gran Orde de cavalleria del Toisó d'Or, Gran Creu de l'Ordre de Carles III, Cavaller dels Ordes de Sant Joan i del de Calatrava, Maestrant de València; Ambaixador de l'Estat espanyol a França; diputat i senador vitalici del Regne d'Espanya, Ministre de Marina, Foment i d'Estat, Acadèmic de les Reals Acadèmies d'Història, de Belles Arts de Sant Ferran i de la de Ciències Morals i Polítiques.
Es va casar en primeres núpcies, el 10 d'abril de 1833, a València amb María Teresa de Togores y Alburquerque, morta el 1842, de la qual va tenir dos fills, i en segones núpcies, el 10 de maig de 1849, a Madrid amb María del Carmen de Aguirre-Solarte i Alcíbar, de la qual va tenir-ne altres cinc.
Va ser nomenat Gran d'Espanya el 1863 i condecorat amb l'Orde del Toisó d'Or, tot pertanyent així a una de les poques famílies espanyoles (fora de la família reial) en la qual diversos dels seus membres hi formaven part de l'orde, atès que son germà major Joaquín, Conde de Pinohermoso també la posseïa.

## Activitat cultural
Com a home de lletres va ser un dels deixebles d'Alberto Lista. Va ser membre de la Reial Acadèmia de Belles Arts de San Fernando i de la Reial Acadèmia Espanyola, de la qual va arribar a ser-ne director el 1865, tot realitzant-hi una reforma vital per a aquesta. Va presidir l'Ateneu de Madrid entre 1874 i 1876.
Com a escriptor va conrear tots els gèneres, des del drama històric fins a la seguidilla popular. Va imprimir unes Obras poéticas (1851) on es barregen les peces neoclàssiques i romàntiques. En els seus romances jocosos i letrillas hi ha veritable gràcia i alegria; va imitar a Ángel de Saavedra, Duc de Rivas, en les seues llegendes (com ara "El cerco de Orihuela") i romanços històrics, plens de patriotisme i esperit aristocràtic no sempre laudable. També hi ha poemes d'amor i religiosos i va intentar la dolora a l'estil de Ramón de Campoamor, poeta que coneixia bé i al qual hi va dedicar el seu discurs d'ingrés en la Reial Acadèmia (1862).
Va escriure nombrosos articles. Va ser un mecenes de les Arts i les Lletres i eren famoses les seves vetllades literàries en el seu palau de Madrid, entre les quals es reunien els majors artistes de la capital, entre ells José Zorrilla i Ramón de Campoamor. En El Parnasillo va llegir el seu drama romàntic El Duque de Alba (1831) a Ventura de la Vega, Antonio Gil y Zárate, Patricio de la Escosura, Manuel Bretón de los Herreros, i Larra, de qui era amic sincer, molt abans de l'estrena dels grans drames del teatre romàntic espanyol, sent per tant l'introductor del Romanticisme teatral en l'estat. Va estrenar a les taules el 1845 amb el títol La espada de un caballero. És un drama que barreja el tràgic i el còmic i posseïx una variada versificació. La seva obra Doña María de Molina és considerada per Allison Peers i altres tractadistess com un dels deu millors drames del Romanticisme espanyol, és molt fidel a la història real i no s'inspira en el drama de Tirso de Molina sobre el mateix tema, La prudencia en la mujer, que desconeixia.
Va escriure, entre altres obres, Poesias, El Romancero de la Guerra de África amb els seus amics Amador de los Ríos, el Duc de Rivas, Cervino, Flores, Severo Catalina, Galiano, Madrazo, Campoamor, Hartzenbusch, Tamayo i De la Vega (Madrid, 1860); La sepultura de Miguel de Cervantes memoria escrita por encargo de la Academia Española y leída á la misma por el Marqués de Molins (Madrid, 1870); Opúsculos críticos y literarios, Recuerdos de Salamanca, La Manchega (obra que va ser contestada per Luis García Herraiz en Lo Manchego, ja que davant de la imatge idíl·lica regional de Roca de Togores, García Herraiz va voler ressaltar en el seu llibre, publicat sota pseudònim, tot el que li feia mal de La Manxa i del caràcter dels seus paisans: caciquisme, senyoritisme, incultura, clericalisme) i La Peña de los Enamorados. Va escriure també biografies: Bretón de los Herreros: recuerdos de su vida y de sus obras (Madrid, 1883).

## Activitat política
Mariano Roca de Togores y Carrasco es va aliar al partit moderat i es va fer famós en acusar Salustiano de Olózaga Almandoz el 1843. El 1847 va ser ministre de Foment durant tres mesos, en ser creada aquesta cartera, amb el duc de Sotomayor; va reformar la Reial Acadèmia Espanyola (de la Llengua), la Reial Acadèmia de la Història, la Reial Acadèmia de Medicina i Ciències Naturals i la Reial Acadèmia de Lleis d'aquests Regnes i de Dret Públic) i va fundar la Reial Acadèmia de Ciències Morals i Polítiques.
De nou va ser ministre amb Ramón María Narváez y Campos (1847 a 1849), substituint Beltrán de Lis, i amb el comte de San Luis (1853 a 1854), tot ocupant les dues vegades la cartera de Marina. El 1863 va ser encarregat de l'Ambaixada d'Espanya a Londres fins a 1866. Durant la Revolució de 1868 ("La Gloriosa") va redactar la carta que la noblesa espanyola va dirigir al príncep d'Astúries, va prendre part molt activa en els treballs preparatoris de la proclamació del príncep Alfons, contribuint a la concessió de plens poders per la reina Isabel II a Antonio Cánovas del Castillo i va formar part del Ministeri de Regència presidit pel mateix.
Al produir-se la Restauració va ocupar la cartera de Marina novament en el Ministeri-Regència i va acompanyar a Alfons XII en el seu viatge des de Marsella a Madrid. Al concloure les seves tasques en aquest Ministeri va ser ambaixador a París fins a 1881 i després en la Santa Seu, negociant el 1885 amb el pontífex Lleó XIII l'arranjament pacífic de la qüestió de les Carolines. De retorn a l'Estat espanyol va dirigir fins a la seva mort la minoria conservadora en el Senat, de la qual n'era membre vitalici. En total va ser Ministre de Marina en 7 ocasions entre els anys 1847 i 1879.

## Obres
Les seves obres completes es van imprimir amb el títol Obras de Mariano Roca de Togores, Marques de Molins (Madrid, 1881-1890, 6 vols.): 
- T.I. Poesías. - 3a ed. - 1881.
- T.II. Dramas y Comedias. 1881.
- T.III. Opúsculos críticos y literarios: primera parte, con un prólogo del Duque de Rivas. - 1882.
- T.IV. Opúsculos críticos y literarios: segunda parte. - 1882.
- T.V. Discursos académicos: primera parte con un prólogo de Francisco Sánchez Suárez. - 1890. - XXXVI.
- T.VI. Discursos académicos: segunda parte. - 1890.